# Омер Осмић
Омер Осмић (Прослап, код Прозора, 1883—1944), земљорадник, учесник Народноослободилачке борбе и већник АВНОЈ-а и ЗАВНОБиХ-а.

## Биографија
Рођен 1883. године у селу Прослап, код Прозора. До почетка Другогсветског рата бавио се земљорадњом.
Заједно са својих пет синова активно је приступио Народноослободилачком покрету 1941. године. Након првог ослобођења Прозора, 13. јула 1942. године, радио је у Команди места и Народноослободилачком одбору Прозора. Новембру 1942. године налазио се у Гламочу при штабу Треће ударне дивизије, одакле је као делегат упућен на Прво заседање Антифашистичког већа народног ослобођења Југославије у Бихаћу.
Од тада па до завршетка Четврте непријатељске офанзиве, марта 1943. године, налазио се при Врховном штабу НОВ и ПОЈ, а потом је са осталим партијско-политичким радницима деловао на прозорском подручју. Радио је на формирању и развијању Народноослободилачких одбора и јачању братства и јединства у овом крају.
Учествовао је и на Другом засједању АВНОЈ-а, 29. новембра 1943. године, у Јајцу, као и на Првом засједању Земаљског антифашистичког већа народног ослобођења Босне и Херцеговине (ЗАВНОБиХ) 25. новембра 1943. године у Мркоњић-Граду.
Погинуо је 11. децембра 1944. године приликом напада усташа на Прозор.
И његова два сина су погинула у току Народноослободилачке борбе. Син Салко, који се налазио у пратњи Врховног команданта НОВ и ПОЈ Јосипа Броза Тита, погинуо је 9. јуна 1943. године, за време битке на Сутјесци, на планини Озрен изнад реке Сутјеске. Од исте авионске бомбе тада су погинули: Ђуро Вујовић Шпанац, Василије Ђуровић Вако, народни херој и Бил Стјуарт, члан британске војне мисије, а Јосип Броз је рањен.